# Chlorophorus seniculus
Chlorophorus seniculus är en skalbaggsart som beskrevs av Holzschuh 2006. Chlorophorus seniculus ingår i släktet Chlorophorus och familjen långhorningar. Inga underarter finns listade i Catalogue of Life.